# Cisse
Die Cisse ist ein Fluss in Frankreich, der in der Region Centre-Val de Loire verläuft. Sie entspringt im Gemeindegebiet von Rhodon, entwässert anfangs in südlicher Richtung und erreicht in Chouzy-sur-Cisse das Tal der Loire. Dort mündet ein Nebenarm der Cisse in die Loire, der Hauptfluss aber schwenkt nach Westen ein, verläuft parallel zur Loire und mündet nach insgesamt rund 88 Kilometern im Gemeindegebiet von Vouvray, knapp östlich von Tours, als rechter Nebenfluss in die Loire. Die Cisse durchquert auf ihrem Weg die Départements Loir-et-Cher und Indre-et-Loire.

## Orte am Fluss
- Rhodon
- Averdon
- Saint-Lubin-en-Vergonnois
- Orchaise
- Molineuf
- Chambon-sur-Cisse
- Chouzy-sur-Cisse
- Onzain
- Cangey
- Limeray
- Pocé-sur-Cisse
- Nazelles-Négron
- Noizay
- Vernou-sur-Brenne
- Vouvray

## Sehenswürdigkeiten
Teile des Tales sind als Natura 2000-Schutzgebiet unter der Nummer FR2400562 registriert.